# Ulrich Commerçon

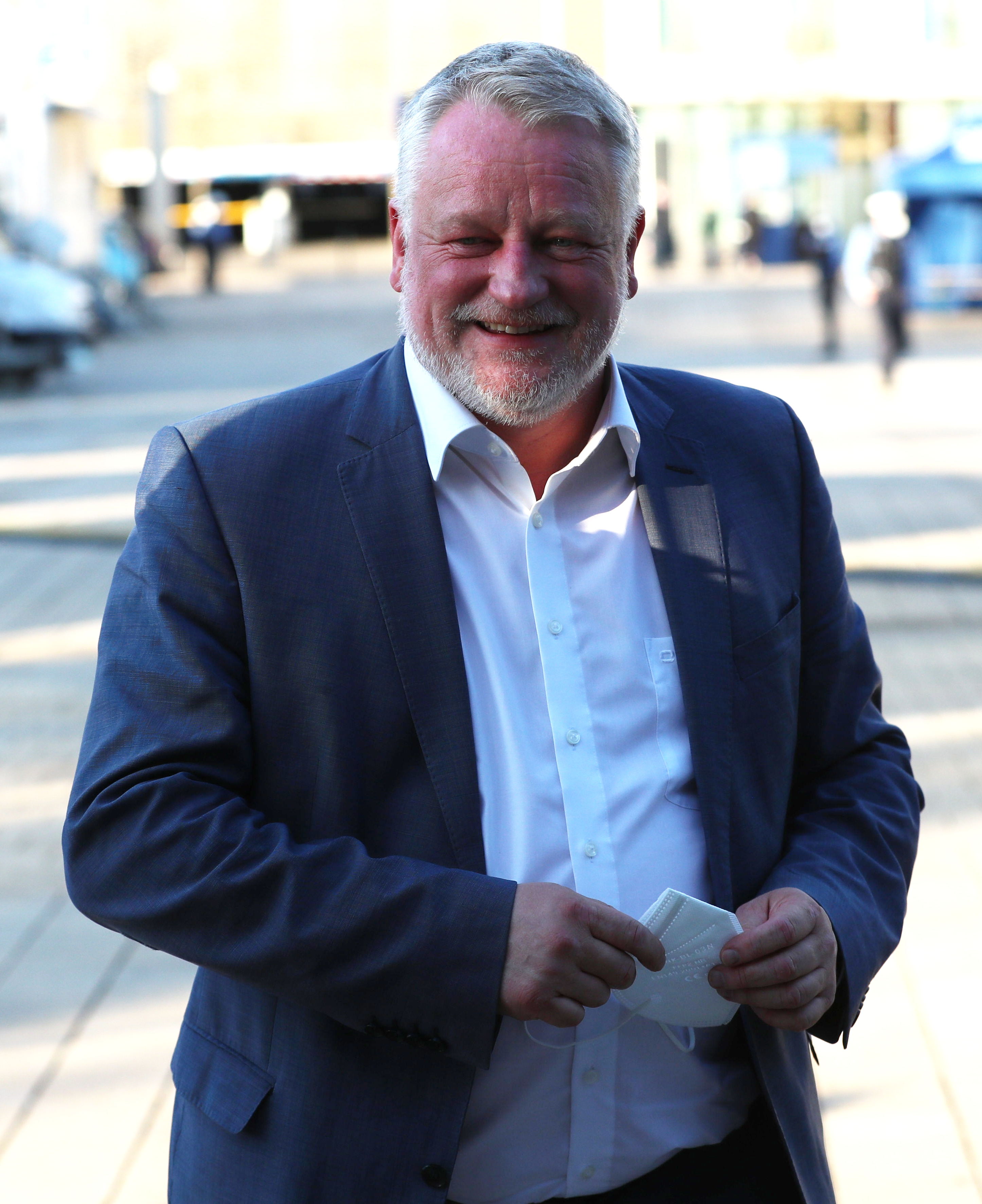
Ulrich Commerçon (2022)

Ulrich Commerçon (* 28. April 1968 in Homburg) ist ein deutscher Politiker der SPD. Seit 1999 ist er Abgeordneter im Landtag des Saarlandes. Von 2012 bis 2019 war er saarländischer Minister für Bildung und Kultur in den Kabinetten Kramp-Karrenbauer II und III sowie dem Kabinett Hans. Seit 2019 ist er SPD-Fraktionsvorsitzender im saarländischen Landtag.

## Ausbildung
Ulrich Commerçon besuchte die Grundschule Schafbrücke und anschließend das Ludwigsgymnasium Saarbrücken. Nach seinem Abitur im Jahr 1987 leistete er Zivildienst beim Diakonischen Werk.
Von 1989 bis 1993 studierte er slawische Sprach- und Literaturwissenschaften an der Universität des Saarlandes. Von 1993 bis 1999 schloss sich ein Studium der Politikwissenschaft, der Philosophie und der Neueren Geschichte an. 1999 wurde ihm der Grad eines Magister artium der Politikwissenschaft verliehen.

## Politik
Ulrich Commerçon ist seit 1987 Mitglied der SPD. In den Jahren 1994 bis 1996 war er Vorsitzender des Juso-Unterbezirks Saarbrücken-Stadt. Von 1995 bis 2002 war er im Landesvorstand der saarländischen SPD. Von 2001 bis 2017 war er stellvertretender, seit 2017 ist er Vorsitzender der SPD Saarbrücken–Stadt.
Mitglied des saarländischen Landtages ist er seit dem Jahr 1999. Dort führte er von 2000 bis 2004 den Vorsitz des Ausschusses für Umwelt. Ab 2004 war er stellvertretender Vorsitzender seiner Fraktion. Darüber hinaus war Ulrich Commerçon von 2004 bis im März 2008 Vorsitzender der SPD-Fraktion im Bezirksrat Halberg. Er leitete die Programmkommissionen der SPD Saarland zu den Landtagswahlen 2009, 2012, 2017 und 2022 und war bis 2012 stellvertretender Vorsitzender und bildungspolitischer Sprecher seiner Fraktion.
Am 9. Mai 2012 wurde er zum saarländischen Minister für Bildung und Kultur ernannt. Am 18. September 2019 gab er das Amt an Christine Streichert-Clivot ab. Am selben Tag wurde Commerçon zum neuen Fraktionsvorsitzenden der SPD im saarländischen Landtag gewählt und nach der Landtagswahl im Saarland 2022 im Amt bestätigt.

## Engagement
Commerçon ist berufenes Mitglied der Landessynode der Evangelischen Kirche im Rheinland und Mitglied der Kammer für Bildung und Erziehung, Kinder und Jugend der Evangelischen Kirche in Deutschland.

## Privates
Ulrich Commerçon ist evangelisch, verheiratet und hat eine Tochter und einen Sohn.